# Conrad Kiesel

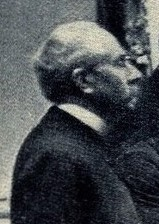
Conrad Kiesel, Zeitungsfoto 1908

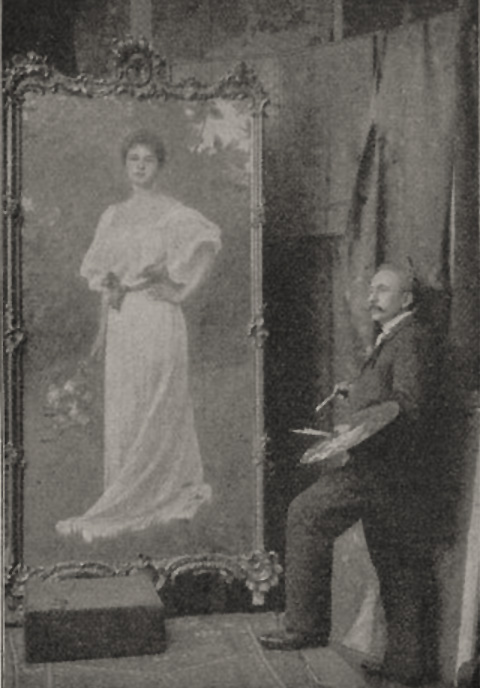
Professor Konrad Kiesel, Zeitungsfoto 1909

Conrad Kiesel, auch Konrad Kiesel (* 29. November 1846 in Düsseldorf; † 28. Mai 1921 in Berlin), war ein deutscher Architekt, Maler und Bildhauer. 

## Leben
Kiesel, Sohn des Direktors Karl Kiesel (1812–1903) vom Königlichen Gymnasium an der Alleestraße in Düsseldorf, war ein vielseitig begabter Künstler. Anfangs studierte an der königlichen Akademie der Baukunst Architektur und ließ sich dann bei Fritz Schaper in der Bildhauerei ausbilden. Nachdem er einige Statuetten und Büsten geschaffen hatte, wandte er sich in Berlin unter Fritz Paulsen der Malerei zu. Dann ging er an die Kunstakademie Düsseldorf und wurde dort Schüler von Wilhelm Sohn. 
1885 ließ sich Kiesel als freischaffender Maler in Berlin nieder und war ab 1870 regelmäßig an den Ausstellungen der Kunstakademie zu sehen. Später wurde er dort auch als Mitglied aufgenommen und anlässlich seines 40. Geburtstages zum „o. Prof.“ ernannt.

## Rezeption

Die Gattin von Otto Heyl, 1907

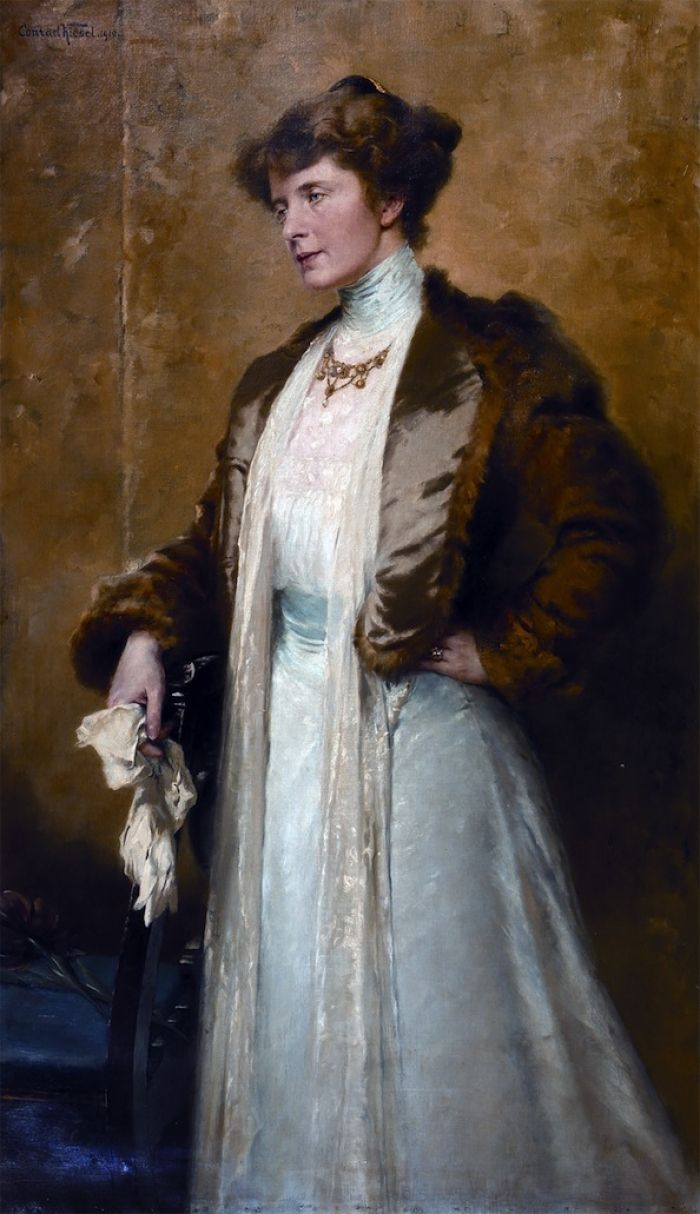
Emmi Lewald, 1909

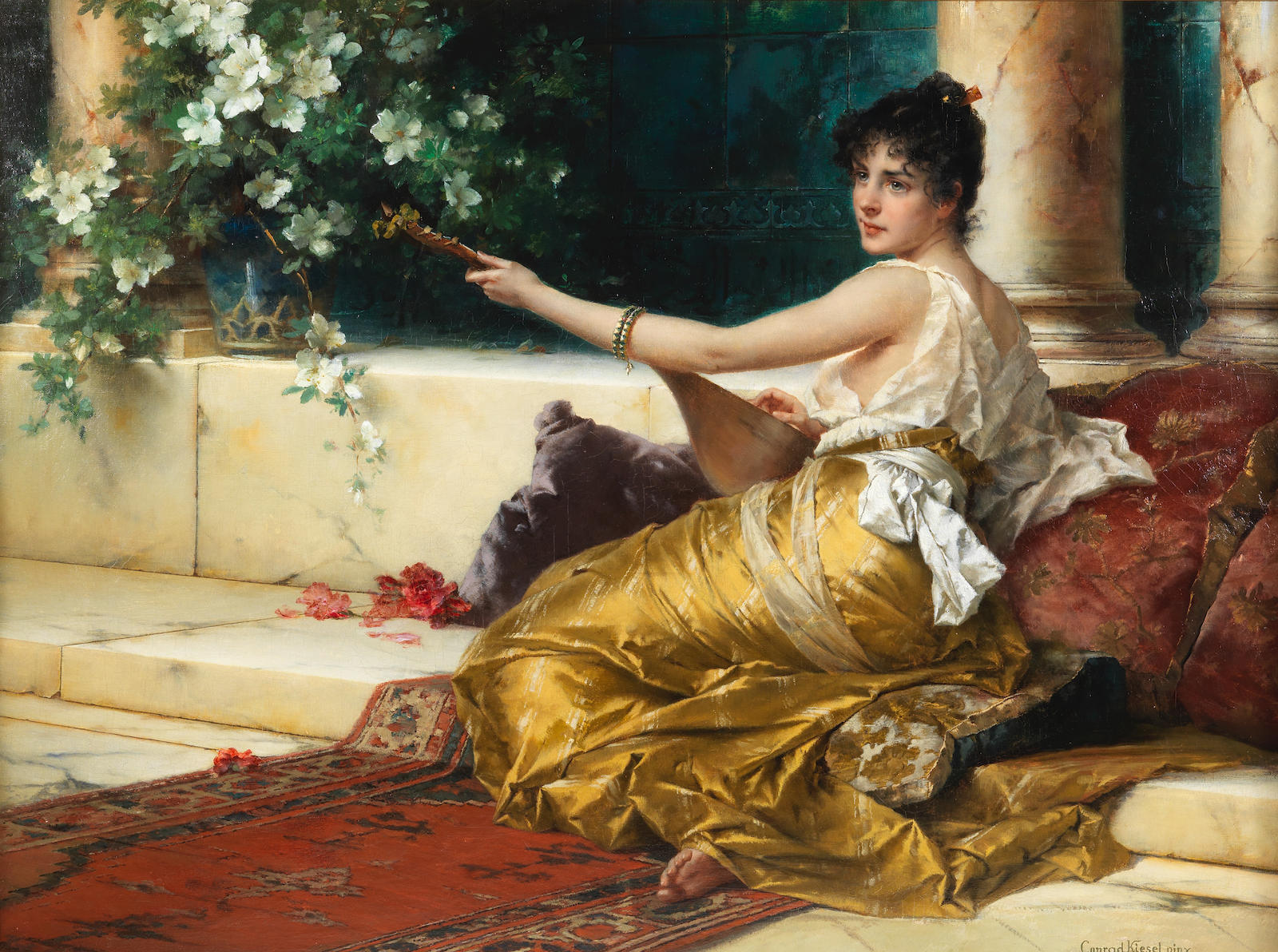
Mandolinenspielerin

Kiesels Gesamtwerk steht für das Genre der Gesellschaftsporträts im ausgehenden 19. Jahrhundert. Er kultivierte die Salonmalerei und stellte am liebsten junge schöne Mädchen oder Frauen dar, oft in reichem Interieur. Damit hatte er großen Erfolg, wobei seine besondere Begabung in der vollendeten Wiedergabe alles Stofflichen lag. „Die Mandolinenspielerin“ vermittelt einen Eindruck von der künstlerischen Auffassung und den darstellerischen Fähigkeiten des Malers. Das spätere „Porträt der Gattin von Otto Heyl“ zeigt dagegen eine etwas schlichtere Form. Doch seine Perfektion zeigte er in dem Gemälde „Petrarcas Laura“, gewidmet dem italienischen Dichter Francesco Petrarca.
Kiesel war der wohl etablierteste Porträtmaler seiner Zeit in Berlin, und seine Werke wurden bei den Ausstellungen der Berliner Akademie mehrfach mit der goldenen Medaille ausgezeichnet. Vertreten war er außerdem in den Ausstellungen der Akademie in Düsseldorf, des Münchner Glaspalasts, der Weltausstellung in Paris 1900, den Jahresausstellungen 1872, 1891 und 1892 in Wien, der Royal Academy of Arts in London 1909 sowie der Weltausstellung 1911 in Rom.

## Werke (Auswahl)
- Mutter und Kind
- Auf dem Balkon
- In der Bibliothek
- Der Geburtstagsmorgen
- Manuela
- Laura
- Dame mit Tauben
- Leidvoll
- Atelierbesuch
- Mandolinata
- Der Gesang
- Tagesträume
- Clementine
- Frau in Weiß mit Iris
- Duett
- Der neueste Roman
- In Gedanken
- Freundinnen
- Flora
- Im Studio
- Deutsche Kaiserin und Königin von Preußen[1]
- Jeune Espagnole, 1921
- In der Loge